# Arthur Paget (Diplomat)

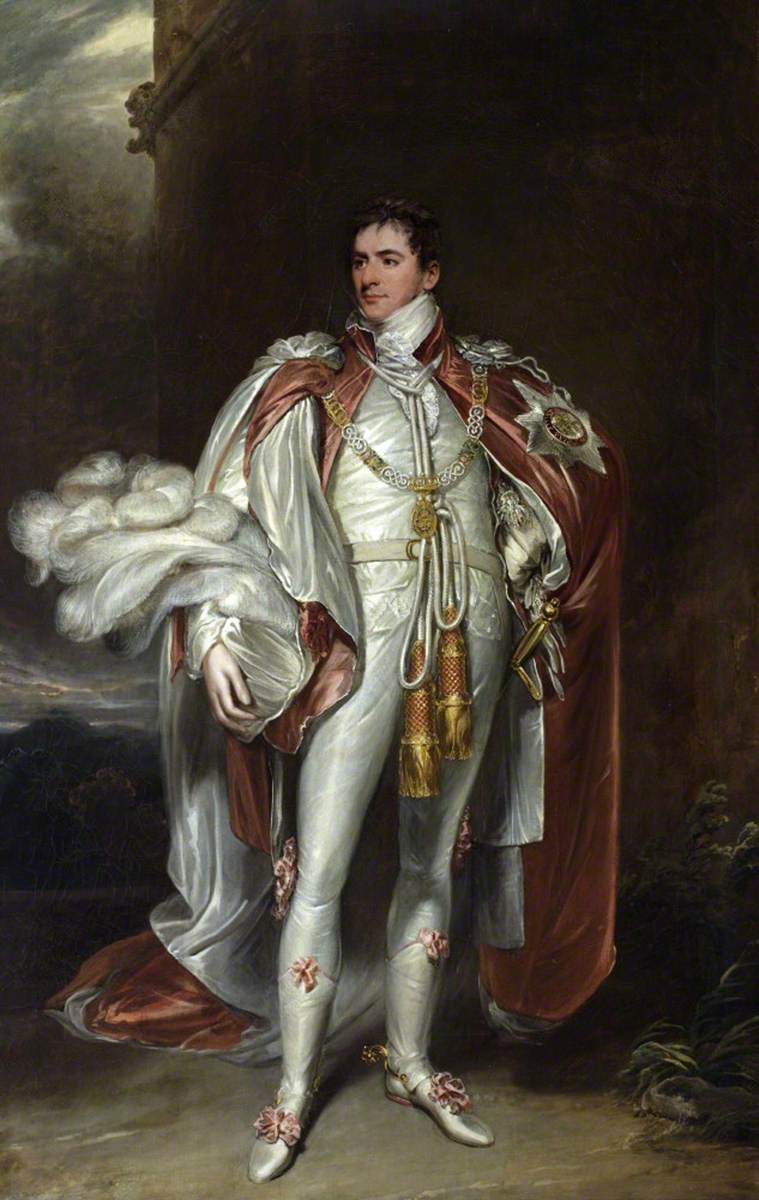
Arthur Paget, Gemälde von John Hoppner, 1804

Arthur Paget (* 15. Januar 1771; † 26. Juli 1840 in London) war ein britischer Diplomat und Politiker.

## Leben
Er war der dritte Sohn von Henry Paget, 1. Earl of Uxbridge (1744–1812) aus dessen Ehe mit Jane Champagné. Sein jüngerer Bruder war Henry Paget, 1. Marquess of Anglesey.
Paget besuchte die Westminster School und die Christ Church der University of Oxford. 1791 trat er in den diplomatischen Dienst und war ab 1794 britischer Gesandter in Berlin, ab 1798 in der Pfalz und von 1801 bis 1806 in Wien. Ab 1807 vertrat er Großbritannien in Konstantinopel. Im Mai 1809 wurde er abberufen und erhielt eine Rente von 2000 Pfund.
Er starb am 26. Juli 1840 in seinem Haus in der Grosvenor Street in London.

## Ehrungen
- Order of the Bath (1804)
- Mitglied des Privy Council (1804)